# مطار هالي
مطار هالي (إياتا: KEV، إيكاو: EFHA) ( (بالفنلندية: Hallin lentoasema)‏ (بالإنجليزية: Halli Airport)‏ ) هو مطار عسكري يقع في كووريفسى، جمسا، فنلندا، على بعد حوالي 23 كيلومتر (14 ميل) غرب مركز مدينة جامسا. كان مقر جناح تدريب أنظمة الطائرات والأسلحة التابع للقوات الجوية الفنلندية حتى نهاية عام 2013، حيث تم حله. يقع متحف هالينبورتتي للطيران بالقرب من المطار.

## روابط خارجية
- AIP Finland - مطار هالي
- حالة الطقس في مطار هالي.
- تاريخ الحوادث لـ (KEV) على شبكة سلامة الطيران.